# Vô Ngôn Thông
Vô Ngôn Thông (chiń. 無言通; pinyin Wúyán Tōng; ur. 759?, zm. 826) – chiński, a następnie wietnamski mistrz chan (thiền), założyciel linii przekazu (szkoły) "vô ngôn thông."

## Życiorys
Wuyan Tong pochodził z Guangzhou (廣州). Jego świeckie (rodzinne) nazwisko to Zheng. Od najmłodszych lat zajmował się buddyzmem w jego mahajanistycznej odmianie, o czym świadczy użyty w oryginalnym tekście termin "không học" (chiń. "kong xue") - "studia Pustki." Nie zajmował się w ogóle sprawami rodzinnymi. Swoje życie religijne rozpoczął w klasztorze Shuanglin w Wuzhou. Był hojny, głęboki i małomówny, dlatego został nazwany Wuyan Tong, czyli "Bezsłowne Urzeczywistnienie".
Każdego dnia składał hołd Buddzie. Pewnego dnia jego mistrz chan spytał go: "Czcigodny panie, komu składasz hołd?" Thông odparł: "Buddzie." Mistrz chan wskazał na wyobrażenie Buddy i powiedział: "Ale kim jest ten?" Thông nie potrafił odpowiedzieć.
Jeszcze tej samej nocy udał się do mistrza chan. Pokłonił się i spytał: "Jakie jest znaczenie tego, o co mnie spytałeś?" Mistrz chan spytał: "Ile lat temu opuściłeś dom?" Thông powiedział: "Dziesięć lat." Mistrz chan powiedział: "Czy naprawdę już opuściłeś dom?" Thông czuł się coraz bardziej zbity z tropu. Mistrz chan powiedział: "Jeśli nie rozumiesz nawet tego, to co ci przyjdzie nawet ze stu lat?" Następnie wziął go do mistrza Mazu Daoyi. Jednak kiedy przybyli do Jiangxi okazało się, że mistrz Mazu już zmarł. Wobec tego Thông został uczniem mistrza chan Baizhanga Huaihaia.
Pewnego dnia, jakiś mnich spytał mistrza Baizhanga: "Jaka jest nauka Wielkiego Pojazdu o nagłym oświeceniu?" Baizhang powiedział: "Gdy podstawa umysłu jest pusta, słońce mądrości spontanicznie lśni." Po tych słowach Thông osiągnął oświecenie. Po jakimś czasie powrócił do Guangzhou i został opatem klasztoru Hua’an (和安寺).
Ktoś spytał go: "Jesteś mistrzem chan, czy nie?"
Thông powiedział: "Ten biedny mnich nigdy nie studiował chanu."
Po długiej chwili milczenia, Thông zawołał na pytającego, który odpowiedział. Thông wskazał na palmę, ale ten człowiek nie potrafił niczego powiedzieć.
Pewnego dnia, gdy mistrz chan Yangshan był nowicjuszem, Vô Ngôn Thông wezwał go. "Hej Ji, przesuń tam moje łóżko."
Yangshan przesunął łóżko.
Thông powiedział: A teraz przesuń je tam, gdzie było."
Yangshan zrobił jak mu kazano.
Thông znów spytał: "Ji, co tam jest?"
Yangshan powiedział: "Nic."
Thông powiedział: "A co jest tam?"
Yangshan powiedział: "Nic."
Thông zawołał: "Hej Ji!"
Yangshan powiedział: "Tak?"
Thông powiedział: "Odejdź."
W dziewiątym miesiącu, jesienią 820 r. Vô Ngôn Thông przybył do klasztoru Kiến Sơ (建初寺). Poza przerwami na dwa posiłki dziennie, był zajęty medytacją i milczał. Właściwie nikt go nie znał, poza mnichem nazwiskiem Cảm Thành, który szanował Thônga i usługiwał mu. Przyjął także w pełni istotę jego nauk.
Pewnego dnia, nie wykazując żadnych oznak choroby, Thông wykąpał się i zmienił swoją szatę. Wezwał Thànha i powiedział mu: "Dawno temu, nasz przodek nauczyciel mistrz chan Nanyue Rang powiedział, gdy umierał:
| Wszystkie zjawiska powstają w umyśle. Umysł jest wrodzenie niestworzony, Zatem fenomeny nie mają gdzie przebywać. Jeśli urzeczywistnisz podstawę umysłu, Twoje działania będą niepowstrzymane. Dopóki nie spotkasz kogoś o wspaniałych zdolnościach, Nie dopuszczaj łatwo kogoś [do Dharmy. |

Po tych słowach złożył dłonie razem i zmarł.
Cảm Thành skremował ciało Thônga i umieścił pozostałe relikwie w stupie na górze Tiên Du. Było to pierwszego miesiąca drugiego roku okresu Baoli (wiet. bính ngọ), czyli w roku 826.

## Linia przekazu Dharmy zen
Pierwsza liczba oznacza liczbę pokoleń mistrzów od 1 Patriarchy indyjskiego Mahakaśjapy.
Druga liczba oznacza liczbę pokoleń od 28/1 Bodhidharmy, 28 Patriarchy Indii i 1 Patriarchy Chin.
Trzecia liczba oznacza początek nowej linii przekazu w danym kraju.
- 33/6. Huineng (638-713)
  - 34/7. Nanyue Huairang (677-744) szkoła hongzhou
    - 35/8. Mazu Daoyi (707-788)

  - 36/9. Baizhang Huaihai (720-814)
    - 37/10/1. Vô Ngôn Thông (759-826) Wietnam - szkoła vô ngôn thông
      - 38/11/2. Cảm Thành (zm. 860)
        - 39/12/3. Thiện Hội (zm. 900)
          - 40/13/4. Vân Phong (zm. 956)
            - 41/14/5. Khuông Việt (933-1011)
              - 42/15/6. Đa Bảo (zm. po 1028)
                - 43/16/7. Định Hương (zm. 1051)
                  - 44/17/8. Viên Chiếu (999-1090)
                    - 45/18/9. Thông Biện (zm. 1134)
                      - 46/19/10. Biện Tâi (bd)
                      - 46/19/10. Đạo Huệ (zm. 1173)
                        - 47/20/11. Tịnh Lực (1112–1175)
                        - 47/20/11. Trí Bảo (zm. 1190)
                        - 47/20/11. Trường Nguyên (1110–1165)
                        - 47/20/11. Minh Trí (zm. 1196)
                          - 48/21/12. Quảng Nghiêm (1122–1190
                            - 49/22/13. Thường Chiếu (zm. 1203)
                              - 50/23/14. Thông Thiền (zm. 1228) laik
                                - 51/24/15. Tức Lự (bd)
                                  - 52/25/16. Ứng Vương (bd) laik

                              - 50/23/14. Thần Nghi (zm. 1216)
                                - 51/24/15.. Ẩn Không (bd)

                        - 47/20/11. Tín Học (zm. 1190)
                        - 47/20/11. Tịnh Không (1091–1170)
                        - 47/20/11. Dại Xả (1120–1180)

                  - 44/17/8. Cứu Chỉ
                  - 44/17/8. Bảo Tính (zm. 1034)
                  - 44/17/8. Minh Tâm (zm. 1034)

                - 43/16/7. Thiền Lão
                  - 44/17/8. Quảng Trí
                    - 45/18/9. Mãn Giác (1052–1096)
                      - 46/19/10. Bổn Tịnh (1100–1176)

                    - 45/18/9. Ngộ Ấn (1020–1088)